# Artem Markelov
Artem Valeryevich Markelov (em russo:  Артём Вале́рьевич Марке́лов; Moscou, 10 de setembro de 1994) é um automobilista russo.

## Carreira

### Fórmula 2
Markelov disputou as temporadas do Campeonato de Fórmula 2 da FIA de 2017 e 2018 pela equipe Russian Time.
Após a temporada de 2018, Markelov ficou sem carro para a disputa da temporada de 2019, depois que a equipe Russian Time se retirou da categoria. Porém, Markelov voltou a disputar a competição durante o evento de Mônaco pela MP Motorsport, o piloto russo substituiu Jordan King que estava participando das 500 Milhas de Indianápolis de 2019. E, posteriormente, ele foi contratado pela BWT Arden para a disputa das duas últimas rodadas da temporada como substituto de Anthoine Hubert, que sofreu um acidente fatal no Grande Prêmio da Bélgica. Embora Markelov participou com o número 22, pois o 19 foi aposentado pelo restante da temporada em homenagem ao falecido piloto francês.
Em 22 de novembro de 2019, Markelov foi anunciado como piloto da nova equipe do Campeonato de Fórmula 2 da FIA, a BWT HWA Racelab, para a disputa da temporada de 2020.

### Fórmula 1
Em fevereiro de 2018, Markelov foi anunciado como piloto de desenvolvimento da equipe Renault no Campeonato Mundial de Fórmula 1 da FIA de 2018.